# Jeroen Simaeys
Jeroen Simaeys (12 de maio de 1985) é um futebolista profissional belga.

## Carreira
Jeroen Simaeys integrou o elenco da Seleção Belga de Futebol,  que competiu nos Jogos Olímpicos de Verão de 2008. 